# Zbych Trofimiuk
Zbigniew Krzysztof Trofimiuk (Varsavia, 7 aprile 1979) è un attore polacco.
È noto per il suo ruolo di PaulReynolds, il ragazzo diciassettenne ritrovatosi in un mondo parallelo nella serie televisiva fantascientifica Spellbinder, andata in onda in Italia più volte su Rai 2.

## Biografia
Zbych è figlio di Zoja Trofimiuk, scultore praghese nato a Melbourne.
Si è laureato nel 2004 alla Victoria University, e attualmente studia presso la Monash University di Melbourne.
Nel 2005 si esibisce nello spettacolo teatrale Bunny, scritto e diretto da Benjamin Cittadini, presso il Teatro La Mama, a Melbourne in Australia. Nel 2007, dirige la produzione di Elmo insieme con i suoi colleghi drammaturghi al Teatro La Mama.

## Riconoscimenti
- Premio per il miglior giovane attore in Sky Trackers, 1994
- Premio dell'Australian Film Institute per Sky Trackers, 1995
- Premier's VCE Award, 1996

## Filmografia

### Televisione
- Sky Trackers - serie TV (1994)
- Wandin Valley (A Country Practice) - serie TV (1994)
- La saga dei McGregor (Snowy River: The McGregor Saga) - serie TV (1995)
- Spellbinder - serie TV (1995)

### Cinema
- Clean, regia di Neil Bilas (2005)